# Diego Trujillo
Diego Trujillo (Bogotá, 30 de junho de 1960) é um ator e comediante colombiano.

## Biografia
Durante sua infância, estudou no renomado Gimnasio Moderno e, de maneira simultânea, fez teatro por hobbie. Ao terminar seu bacharelado, decidiu estudar arquitetura na Universidade Piloto de Colômbia e exerceu o cargo de professor por doze anos. Em 1993, deixou esse caminho e começou seu trabalho na peça teatral En carne propia del director Miguel Torres, em seguida, atuou em diversas telenovelas e filmes. Em 2013, protagonizou Metástasis, uma refilmagem da série estadunidense Breaking Bad.

## Carreira

### Televisão
- La maldición del paraíso (1995)
- Mascarada (1995)
- Perro amor (1998) - Gonzalo Cáceres
- ¿Por qué diablos? (1999) - Martin Pedraza
- El fiscal (1999) - Máximo Pinzón
- Pobre Pablo (2000) - Antonio Santamaría
- La costeña y el Cachaco (2003) - Simón
- Todos quieren con Marilyn (2003) - Gabriel Camacho
- Los Reyes (2004) - Emilio Iriarte
- Amas de casa desesperadas (2007) - Armando Koppel
- Tiempo final (2007) - Hector
- Infieles anónimos (2008) - Ariosto Camacho
- El Capo (2009) - Guillermo Hoguín
- A corazón abierto (2010) - Marcos Perdomo
- La Pola (2010) - Domingo García
- ¿Dónde carajos está Umaña? (2012) - Patricio Umaña/Juan Nepomuceno
- Metástasis (2013) - Walter Blanco

### Cinema
- Proof of Life (2000) - Eliodoro
- Tres hombres tres mujeres (2003)
- Cuando rompen las olas (2006) - Arturo
- Dios los junta y ellos se separan (2006) - Tomy Kano Perez
- La Pocima (2007) - Tomas
- Riverside (2008) - Hernando

### Teatro
- En carne propia (1996)
- Muelle oeste (2001)
- La noche árabe (2006)
- Cita a ciegas (2007)
- ¡Qué desgracia tan infinita! (2009)